# Alien Nation (pel·lícula)
Alien Nation és una pel·lícula de ciència-ficció estatunidenca dirigida per Graham Baker, estrenada el 1988. Ha estat doblada al català.

## Argument
En el futur, els extraterrestres s'haurien implantat a la Terra. Després d'anys passats sota quarantena, són lliures d'anar i venir però són víctimes d'una nova forma de discriminació. En aquest context, Sam Francisco és el primer agent de policia extraterrestre. El seu company és un racista, veterà de la policia. Hauran de superar les seves diferències per desmuntar els complots dels dirigents extraterrestres.

## Repartiment
- James Caan: el detectiu Matthew Sykes
- Mandy Patinkin: el detectiu Samuel 'George' Francisco
- Terence Stamp: William Harcourt
- Kevyn Major Howard: Rudyard Kipling
- Leslie Bevis: Cassandra
- Peter Jason: Fedorchuk
- Conrad Dunn: Quint
- Jeff Kober: Joshua Strader
- Roger Aaron Brown: el detectiu Bill Tuggle
- Tony Simotes: Wiltey
- Michael David Simms: el camell humà
- Ed Krieger: el camell alienígena
- Tony Perez: Alterez
- Brian Thompson: Trent Porter
- Francis X. McCarthy: el capità Warner

## Al voltant de la pel·lícula
- El rodatge es va desenvolupar a Los Angeles del 12 d'octubre de 1987 al 13 de gener de 1988.
- La música de la pel·lícula va ser primer de tot confiada a Jerry Goldsmith, però el seu treball, considerat com massa estrany, va ser rebutjat durant la fase de postproducció.
- Els maquillatges són obra de l'estudi de Stan Winston, però aquest últim no va participar en els de la pel·lícula.
- La societat Hanna-Barbera es fa enfrontar amb la de la producció 20th Century Fox per la propietat dels drets del dibuix animat Els Jetsons, en el guió original el nom del detectiu Samuel 'George' Francisco  era Jetson...
- El guió original és de Rockne S. O'Bannon, però reescrit per James Cameron.

## Banda original
- You've Really Got A Hold On Me, interpretat per The Miracles
- Surfin Safari, interpretat per The Beach Boys
- (Sittin On) The Dock of the Bay, interpretat per Michael Bolton
- Sympathy for the Devil, compost per Mick Jagger i Keith Richards, interpretat per Jane's Addiction
- Scary Monsters, interpretat per David Bowie
- Indestructible, interpretat per The Four Tops

## Guardons[calcitació]
Va rebre el premi a la millor pel·lícula de ciència-ficció, per l'Acadèmia de cinema de ciència-ficció, fantàstic i terror el 1990, i va estar nominada a la millor pel·lícula, al festival Fantasporto en 1989.

## Saga Alien Nation
- 1989: Alien Nation (sèrie de televisió)
- 1994: Alien Nation: Dark Horizon, de Kenneth Johnson (telefilm)
- 1995: Alien Nation: Body and Soul, de Kenneth Johnson (telefilm)
- 1996: Alien Nation: Millennium, de Kenneth Johnson (telefilm)
- 1996: Alien Nation: The Enemy Within, de Kenneth Johnson (telefilm)
- 1997: Alien Nation: The Udara Legacy, de Kenneth Johnson (telefilm)